# Судове вбивство
Судове вбивство (англ. judicial murder, нім. Justizmord) — узаконене вбивство внаслідок несправедливо винесеного смертного вироку. Цей тип злочину, який дехто з польських науковців відносить до різновиду вбивства, полягає в тому, що особа, яка бере участь у кримінальному процесі, використовує можливості цього інституту для того, щоб заподіяти смерть іншій особі. Оксфордський словник англійської мови тлумачить це явище як «смерть, заподіяну правовою процедурою, смертну кару, особливо ту, яка вважається несправедливою або жорстокою».

## Історія терміна
Першою справою, в якій було висунуто звинувачення у судовому вбивстві, стала різанина на Амбоні 1623 року, яка спричинила юридичну суперечку між англійським і голландським урядами щодо діяльності суду в Голландській Ост-Індії, який засудив до страти десятьох англійців, обвинувачених у державній зраді. Суперечка зосереджувалася навколо різного тлумачення юрисдикції відповідного суду. Англійці вважали, що цей суд не був компетентним судити і страчувати цих членів Ост-Індійської компанії, і тому вважали, що страти були в принципі незаконними, а отже являли собою «судове вбивство». Голландці, зі свого боку, наполягали, що суд був у принципі компетентним, і хотіли замість цього зосередитися на неправомірній поведінці конкретних суддів у суді.
1777 року Вольтер використав аналогічний термін французькою мовою —assassins juridique («судові вбивці»).
У німецькій мові цей термін (Justizmord) вжив 1782 року Август Людвіг фон Шлецер щодо страти Анни Гельді. У примітці він пояснював термін як
|  | «вбивство невинного, зумисно та з усією помпою святого Правосуддя, вчинене людьми, поставленими запобігати вбивству або, якщо вбивство сталося, покликаними за нього належним чином покарати». |

Герман Мостар (1956) обстоює поширення цього терміна на ненавмисну судову помилку, коли смертної кари зазнає невинний.

## Показові процеси
Цей термін часто застосовується до показових судових процесів, які призводили до смертної кари, як-от у випадку смерті Миколи Бухаріна, Мілади Горакової та одинадцятьох осіб, страчених після процесу проти Рудольфа Сланського.